# Sylvia (Film)
Sylvia ist ein britischer Spielfilm, der unter der Regie der Neuseeländerin Christine Jeffs entstanden ist und von der BBC finanziert wurde. Der Film erzählt die Geschichte der Beziehung zwischen den Autoren Sylvia Plath und Ted Hughes und endet mit dem Suizid der erst 30-jährigen Autorin.

## Handlung
Cambridge im Jahr 1956. Die Amerikanerin Sylvia Plath (Gwyneth Paltrow), Studentin an der renommierten Universität Cambridge, trifft bei einem poetischen Zirkel auf den Briten Edward „Ted“ James Hughes (Daniel Craig). Die beiden tragen sich leidenschaftlich Gedichte vor und verlieben sich schnell ineinander. Es folgt die Heirat und der Umzug nach Amerika. Dort erfährt Ted beim Besuch ihrer Mutter Aurelia (Blythe Danner) von den vergangenen Suizidversuchen Sylvias. Es offenbaren sich zunehmend Labilität und Sensibilität seiner Frau. Als Sylvia dann unter einer ernsten Schreibblockade leidet, während er gleichzeitig als Poet große Erfolge feiert, gerät diese in eine gefährliche Abwärtsspirale aus Eifersucht, Melancholie und Zerstörungswut. Ihre tiefe Depression nutzt sie jetzt als Inspiration für immer neue und großartige Werke. Die Katastrophe rückt immer näher, lässt sich aber nicht verhindern. 1963 nimmt sich Sylvia Plath das Leben. Mit ihrer Lyrik  hinterlässt sie eine außergewöhnliche Botschaft für zukünftige Generationen. 

## Hintergründe
- Sylvia Plaths Tochter Frieda soll verhindert haben, dass Originalzitate ihrer Mutter in dem Film Verwendung finden konnten.
- Für die Rolle des Ted Hughes war ursprünglich Colin Firth vorgesehen.
- Die Dreharbeiten fanden zwischen Oktober 2002 und Februar 2003 statt. Ein Großteil des Films wurde in der neuseeländischen Stadt Dunedin sowie der dortigen University of Otago gedreht.

## Kritik
„Der solide biografische Film zeichnet vor allem ihren Kampf um Anerkennung als Künstlerin und Frau im konservativen Klima der 1950er Jahre nach. Dabei gelingt es der Hauptdarstellerin eindringlich, die leidenschaftliche Liebe sowie die Verzweiflung der Dichterin darzustellen, und doch erscheint Sylvia Plath insgesamt in einem allzu vereinfachenden Licht.“